# Щетъл
Щетъл (от идиш: שטעטל) е общото наименование на малки градове със значително еврейско население в Централна и Източна Европа в епохата преди Холокост. Те са разположени главно в Галиция, Румъния и Руската империя (западно от Линията на уседналост).